# گارسل بووی
گارسل بووِی (انگلیسی: Garcelle Beauvais؛ زادهٔ ۲۶ نوامبر ۱۹۶۶) هنرپیشه، خواننده و مانکن اهل ایالات متحده آمریکا است. وی از سال ۱۹۸۴ میلادی تاکنون مشغول فعالیت بوده‌است.

## گزیدهٔ آثار

### سینما
- سقوط کاخ سفید (۲۰۱۳)
- پرواز (۲۰۱۲)
- من می‌دانم (۲۰۰۷)
- تفنگ آمریکایی (۲۰۰۵)
- گروه ناجور (۲۰۰۲)
- غرب وحشی وحشی (۱۹۹۹)
- سفر به آمریکا (۱۹۸۸)

### تلویزیون
- گریم (۲۰۱۵)
- پرورش شکست‌خورده (۲۰۱۳)
- هدف انسانی (۲۰۱۰)
- سی‌اس‌آی: میامی (۲۰۰۶)
- زیاد ذوق‌زده نشو (۲۰۰۴)
- خیال باطل (۱۹۹۲)